# Laroussi Khalifa
Laroussi Khalifa, né le 28 octobre 1917 à Aïn Beïda et mort le 1er septembre 1990, est un haut fonctionnaire et un homme politique algérien.
Haut fonctionnaire dans l'administration française, sous-préfet de Versailles, et membre du cabinet du ministre français de la santé Bernard Lafay, il quitte l'administration française et rejoint le FLN en 1957.
À l'indépendance de l'Algérie, il est nommé ministre de l'Industrialisation et de l'Énergie de 1962 à 1963, puis ambassadeur d'Algérie au Royaume-Uni de 1964 à 1965. De 1965 à 1967, il est le président-directeur général d'Air Algérie.
À la suite de l'affaire de Zbiri du 14 décembre 1967, il est arrêté et condamné à 5 ans de prison. Libéré le 5 juillet 1969, il devient pharmacien à Cheraga.

## Biographie
Laroussi Khalifa naît le 28 octobre 1917 à Aïn Beïda en Algérie, alors départements français.
Il étudie à l'Institut national agricole de la Maison Carrée à Alger, puis à l'université de Paris, et obtient un diplôme d'ingénieur. Il commence sa carrière comme professeur à l'école nationale supérieure d'horticulture de Paris.
Dans les années 1950, Laroussi Khalifa, alors marié à une Française, travaille dans l'administration française en tant que sous-préfet de Versailles, et fait partie du cabinet du ministre de la santé Bernard Lafay. En 1957, il rejoint le Maroc pour se mettre à la disposition de la révolution. Il est pris en charge par Abdelhafid Boussouf qui jouera un rôle clé dans la mise en place des services secrets algériens. Laroussi Khalifa est chargé de créer une école de formation des cadres de la révolution. Au lendemain de l'indépendance, il publie l'ouvrage Le manuel du militant[réf. souhaitée].
En 1958, il est nommé directeur de cabinet d'Abdelhafid Boussouf à Tunis, ministre de l'armement, des liaisons générales et des communications dans le GPRA, et contribue à organiser l'embryon des services secrets algériens qui deviendra après 1962 la Sécurité militaire. Il est ministre de l’industrie et de l’énergie du premier gouvernement de Ben Bella entre septembre 1962 et septembre 1963.
Il est le deuxième ambassadeur d'Algérie au Royaume Uni de 1964 à 1965. Après le 19 juin 1965, il devient le PDG d'Air Algérie. Après les événements du 14 décembre 1967 (Affaire Zbiri) il est arrêté et condamné par la Cour Révolutionnaire d'Oran à 5 ans de prison. Libéré le 5 juillet 1972, il obtient une licence de pharmacie et exerce comme pharmacien à Cheraga.

## Vie privée
Il est le père de l'homme d'affaires algérien Rafik Khalifa. Il meurt en 1990, bien avant que son fils Rafik fasse des affaires à partir de 1996.